# Tiólisis
La tiólisis (del griego theio azufre, y lysis, ruptura) es una reacción bioquímica en la que un compuesto se divide en dos por medio de un tiol o mercaptano, es decir, un compuesto orgánico que contiene un grupo sulfhidrilo (R-SH). Esta reacción es similar a la hidrólisis, pero se diferencia en que esta utiliza agua en vez de un tiol. Se considera importante para el metabolismo pues es una reacción que se encuentra en la última parte del ciclo de la beta oxidación de los ácidos grasos. También se puede encontrar en catálisis de enzimas con cisteína.